# Schweizer Rugby-Union-Meisterschaft 2002
Die Saison 2002 war die 31. Austragung der Schweizer Rugby-Union-Meisterschaft, der vom Schweizerischen Rugbyverband organisierten Meisterschaft der Schweiz in der Sportart Rugby Union.

## Modus
Die Punkte wurden wie folgt verteilt:
- 3 Punkte bei einem Sieg
- 2 Punkte bei einem Unentschieden
- 1 Punkt bei einer Niederlage
- 1 Minuspunkt nach der dritten roten Karte und nach jeder weiteren roten Karte, ebenso bei einer Forfaitniederlage

## Nationalliga A
In der höchsten Spielklasse, der Nationalliga A, begann die Saison am 16. März 2002 mit der Hauptrunde. An dieser waren sechs Teams beteiligt, die je einmal auswärts und zuhause gegen die anderen Teams spielten. Die vier Bestplatzierten qualifizierten sich für die Meisterrunde, während die Teams auf den Plätzen 5 und 6 die Relegationsrunde mit den vier besten Vertretern der Nationalliga B bestreiten mussten. Die Meisterrunde im November 2002 war eine einfache Round Robin, deren Sieger Hermance RRC zum zehnten Mal den Meistertitel holte.

### Teams
Die folgenden sechs Teams spielten in der Saison 2002 in der Nationalliga A:
| Mannschaft          | Stadion                    | Gemeinde, Kanton                          |
| ------------------- | -------------------------- | ----------------------------------------- |
| RC Avusy            | Stade d’Athenaz            | Avusy, Kanton Genf                        |
| Genève RC           | Centre sportif de Vessy    | Veyrier, Kanton Genf                      |
| Hermance RRC        | Stade Marius Berthet       | Chens-sur-Léman, Département Haute-Savoie |
| Neuchâtel-Sports RC | Puits-Godet                | Neuchâtel, Kanton Neuenburg               |
| Nyon RC             | Centre sportif de Colovray | Nyon, Kanton Waadt                        |
| RC Zürich           | Sportanlage Allmend Brunau | Zürich, Kanton Zürich                     |

### Hauptrunde
M = amtierender Meister
|    | Team                | Spiele | Siege | Unent. | Ndlg. | Spiel- punkte | Diff. | Tabellen- punkte |
| -- | ------------------- | ------ | ----- | ------ | ----- | ------------- | ----- | ---------------- |
| 1. | Hermance RRC        | 10     | 8     | 0      | 2     | 381:70        | + 311 | 26               |
| 2. | Genève RC           | 10     | 8     | 0      | 2     | 193:91        | + 102 | 26               |
| 3. | RC Zürich (M)       | 10     | 8     | 0      | 2     | 304:71        | + 233 | 26               |
| 4. | Nyon RC             | 10     | 3     | 0      | 7     | 166:318       | − 152 | 16               |
| 5. | RC Avusy            | 10     | 2     | 0      | 8     | 101:299       | − 198 | 14               |
| 6. | Neuchâtel-Sports RC | 10     | 1     | 0      | 9     | 69:365        | − 296 | 12               |

### Meisterrunde
|    | Team         | Spiele | Siege | Unent. | Ndlg. | Spiel- punkte | Diff. | Tabellen- punkte |
| -- | ------------ | ------ | ----- | ------ | ----- | ------------- | ----- | ---------------- |
| 1. | Hermance RRC | 3      | 3     | 0      | 0     | 103:33        | + 70  | 9                |
| 2. | Genève RC    | 3      | 2     | 0      | 1     | 101:35        | + 66  | 7                |
| 3. | RC Zürich    | 3      | 1     | 0      | 2     | 70:51         | + 19  | 5                |
| 4. | Nyon RC      | 3      | 0     | 0      | 3     | 31:186        | − 155 | 3                |

## Nationalliga B
Die zweithöchste Spielklasse, die Nationalliga B, begann ebenfalls mit der Hauptrunde. Sechs Teams spielten zunächst je einmal auswärts und zuhause gegen alle anderen Teams. Die vier Bestplatzierten zogen in die Relegationsrunde mit den beiden schlechtesten Teams der Nationalliga A ein, die beiden übrigen Teams spielten mit zwei Vertretern der Nationalliga C um den Klassenerhalt bzw. gegen den Abstieg.
|    | Team                   | Spiele | Siege | Unent. | Ndlg. | Spiel- punkte | Diff. | Minus- punkte | Tabellen- punkte |
| -- | ---------------------- | ------ | ----- | ------ | ----- | ------------- | ----- | ------------- | ---------------- |
| 1. | RC CERN                | 10     | 9     | 0      | 1     | 303:88        | + 215 |               | 28               |
| 2. | RC Yverdon             | 10     | 8     | 0      | 2     | 263:85        | + 178 |               | 24               |
| 3. | Albaladejo RC Lausanne | 10     | 5     | 0      | 6     | 190:110       | + 80  |               | 20               |
| 4. | RFC Basel              | 10     | 4     | 1      | 5     | 161:135       | + 26  |               | 19               |
| 5. | Stade Lausanne RC      | 10     | 3     | 0      | 7     | 91:244        | − 153 | − 1           | 15               |
| 6. | RC Würenlos            | 10     | 0     | 1      | 9     | 61:407        | − 346 |               | 11               |

## Relegationsrunden

### NLA/NLB
|    | Team                | Spiele | Siege | Unent. | Ndlg. | Spiel- punkte | Diff. | Tabellen- punkte |
| -- | ------------------- | ------ | ----- | ------ | ----- | ------------- | ----- | ---------------- |
| 1. | RC Avusy            | 3      | 3     | 0      | 0     | 119:11        | + 108 | 9                |
| 2. | RC CERN             | 3      | 2     | 0      | 1     | 48:32         | + 16  | 7                |
| 3. | Neuchâtel-Sports RC | 3      | 1     | 0      | 2     | 31:71         | − 40  | 5                |
| 4. | RC Yverdon          | 3      | 0     | 0      | 3     | 8:92          | − 84  | 3                |

### NLB/NLC
|    | Team                   | Spiele | Siege | Unent. | Ndlg. | Spiel- punkte | Diff. | Tabellen- punkte |
| -- | ---------------------- | ------ | ----- | ------ | ----- | ------------- | ----- | ---------------- |
| 1. | Albaladejo RC Lausanne | 3      | 3     | 0      | 0     | 77:10         | + 67  | 9                |
| 2. | RFC Basel              | 3      | 2     | 0      | 1     | 40:26         | + 14  | 7                |
| 3. | Stade Lausanne RC      | 3      | 1     | 0      | 2     | 39:73         | − 34  | 5                |
| 4. | RC Würenlos            | 3      | 0     | 0      | 3     | 29:76         | − 47  | 3                |